# Élection gouvernorale de 2011 en Louisiane
L'Élection du gouverneur de Louisiane de 2011 a lieu le 22 octobre 2011.
Le gouverneur sortant, Bobby Jindal (républicain) est réélu obtenant 65,80 % des suffrages. Il évite, comme en 2007 une mise en ballotage. 

## Contexte
Bobby Jindal (républicain) a été élu en 2007, sans être mis en ballotage. Il décide de se représenter comme la loi l'y autorise après un seul mandat accompli. 
Si la Louisiane a longtemps été un bastion du parti démocrate, à partir des années 1870, elle est devenue un fief du parti républicain au début des années 2000. La dernière élection présidentielle américaine où la Louisiane a voté démocrate remonte à 1996 avec la victoire de Bill Clinton. 

## Mode de scrutin
La Louisiane possède un mode de scrutin particulier quant à l'élection du gouverneur de l'État, mis en place en 1978. Tous les candidats, tous partis confondus, s'affrontent ainsi lors d'une primaire dite « primaire de Louisiane » ou encore « primaire de la jungle », qui s'apparente à un, premier tour. Si un candidat obtient la majorité absolue des suffrages lors de la primaire, il est immédiatement élu. Dans le cas contraire, les deux candidats arrivés en tête, quel que soit leur parti, s'affrontent lors d'un second tour dont le vainqueur est déclaré élu.

## Primaire

### Candidats
| Candidat | Candidat               | Parti       | Fonction politique                                                                                              |
| -------- | ---------------------- | ----------- | --- |
|          | David Blanchard        | Indépendant | Professionnel de santé                                                                                          |
|          | Lenny Bollingham       | Indépendant | Ingénieur informatique                                                                                          |
|          | Ron Caesar             | Indépendant | Comptable |
|          | Cary Deaton            | Démocrate   | Avocat |
|          | Tara Hollis            | Démocrate   | Enseignante |
|          | Bobby Jindal           | Républicain | Gouverneur de Louisiane (depuis 2008) Représentant des États-Unis pour le 1er district de Louisiane (2005-2008) |
|          | Bob Lang               | Indépendant | Vétéran |
|          | Scott Lewis            | Libertarien | Commerçant |
|          | Niki Bird Papazoglakis | Démocrate   | Femme d'affaires                                                                                                |
|          | Trey Roberts           | Démocrate   | Enseignant |

### Sondages
| Institut        | Date       | Hollis (Démocrate) | Jindal (Républicain) |
| --------------- | ---------- | ------------------ | -------------------- |
| Institut        | Date       |                    |                      |
| Clarus Research | 07/10/2011 | 5 %                | 57 %                 |

### Résultats
| Candidats | Candidats              | Parti       | Voix      | %         |
| --------- | ---------------------- | ----------- | --------- | --------- |
|           | Bobby Jindal           | Républicain | 673 239   | 65,80     |
|           | Tara Hollis            | Démocrate   | 182 925   | 17,88     |
|           | Cary Deaton            | Démocrate   | 50 071    | 4,89      |
|           | Trey Roberts           | Démocrate   | 33 280    | 3,25      |
|           | David Blanchard        | Indépendant | 26 705    | 2,61      |
|           | Niki Bird Papazoglakis | Démocrate   | 21 885    | 2,14      |
|           | Scott Lewis            | Libertarien | 12 528    | 1,22      |
|           | Bob Lang               | Indépendant | 9 109     | 0,89      |
|           | Ron Ceasar             | Indépendant | 8 179     | 0,80      |
|           | Lenny Bollingham       | Indépendant | 5 242     | 0,51      |
|           |                        |             |           |           |
| Total     | Total                  | Total       | 1 023 163 | 1 023 163 |